# Anders Lif (författare)
Anders Lif, född 14 juli 1946 i Västerås, är en svensk journalist och författare.
Anders Lif, som är son till Erik Lifh, arbetade under många år som journalist vid Vestmanlands Läns Tidning. Han debuterade som författare 2001 med Om bandy vore livet, en samling artiklar, reportage och självbiografiska texter om bandy. Han har även skrivit böcker i samarbete med bandyspelarna Jonas Claesson och Per Fosshaug (Bandygalen, 2007). I ett flertal böcker och artiklar har han skildrat Västerås moderna historia. År 2015 kom Lif ut med en stor biografi över industrimannen Sigfrid Edström, Direktörernas direktör. År 2016 utgav han en bok tillsammans med Jan-Åke Alkeblad och Ylva Öhlander: Erik Hahr - arkitekten som skapade Västerås.